# Hereward el Proscrito

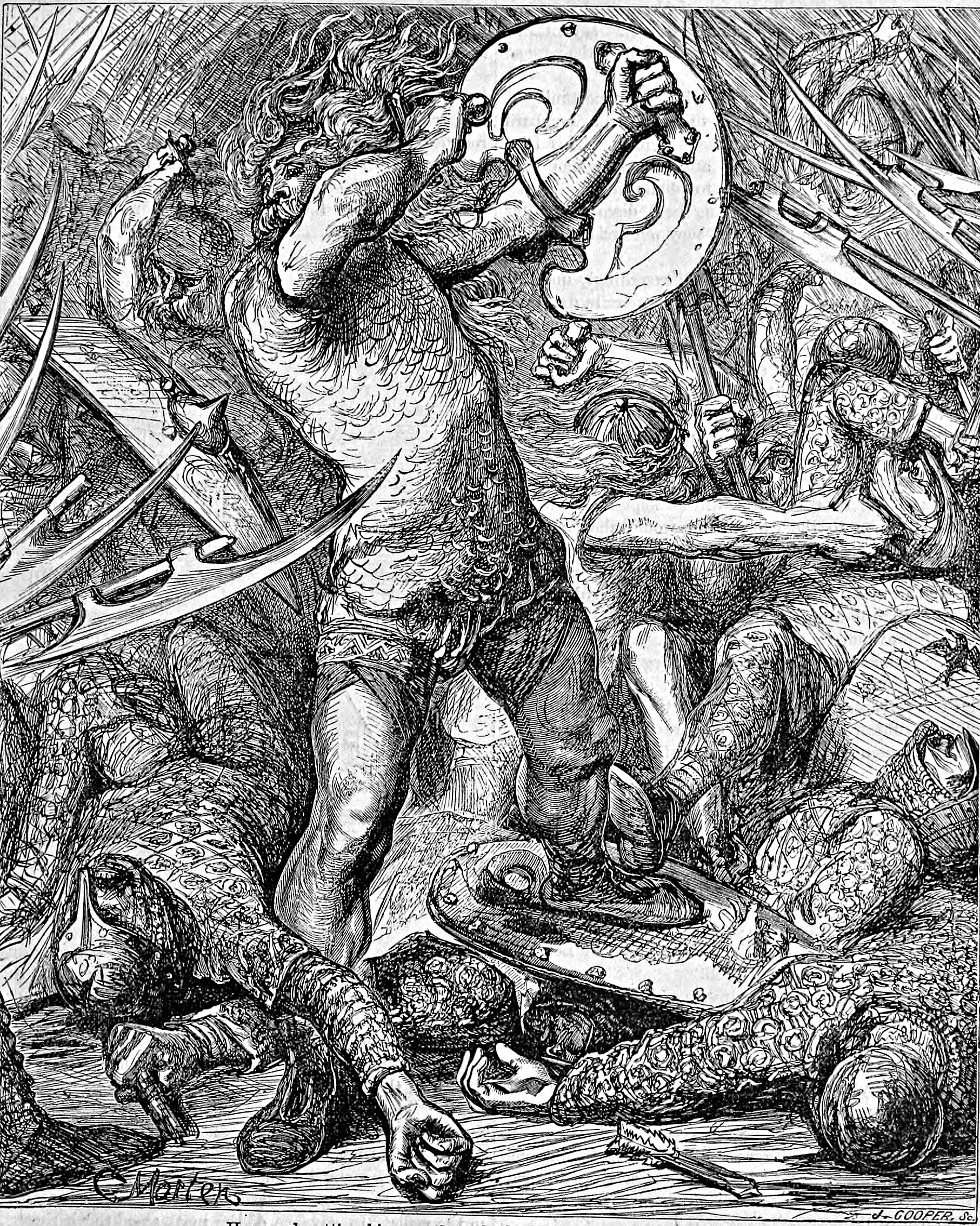
Hereward el Proscrito luchando contra los normandos.

Hereward el Proscrito (también conocido como Hereward el Wake o Hereward el Exiliado, c. 1035 - c. 1072) fue uno de los líderes anglosajones que resistieron a la conquista normanda de Inglaterra en el siglo XI. La base de Hereward estaba en la isla de Ely, y según cuenta la leyenda merodeaba por Los Fens, tierra de pantanos que abarcaba el norte de Cambridgeshire, el sur de Lincolnshire y el oeste de Norfolk, encabezando la oposición popular contra Guillermo el Conquistador.